# Apicia prostypata
Apicia prostypata är en fjärilsart som beskrevs av Pieter Cornelius Tobias Snellen 1874. Apicia prostypata ingår i släktet Apicia och familjen mätare. Inga underarter finns listade i Catalogue of Life.